# Ямщина (Московская область)
Ямщина — деревня в Одинцовском районе Московской области, входит в городское поселение Большие Вязёмы. Население 47 человек на 2006 год, в деревне числится 1 улица — Заречная.
Деревня расположена в западной части района, примерно в 20 км от райцентра, между реками Большая Вязёмка и Малая Вязёмка, высота центра над уровнем моря 180 м. Ближайшие населённые пункты — Голицыно и Малые Вязёмы — около 700 м на юг и Горловка в 1,5 км западнее.